# معرتماتر
معرتماتر (به عربی: معرتماتر) یک روستا در سوریه است که در ناحیه کفرنبل واقع شده‌است. معرتماتر ۱٬۹۶۱ نفر جمعیت دارد.